# Hikaru Mori
Hikaru Mori (森ひかる Mori Hikaru?, Tokio, 7 de julio de 1999) es una deportista japonesa que compite en gimnasia en la modalidad de trampolín. Es seis veces campeona del mundo y fue la primera gimnasta de trampolín japonesa en ganar un título individual en el Campeonato Mundial. Representó a Japón en los Juegos Olímpicos de Tokio 2020 y París 2024. Ganó una medalla de plata en los Juegos Asiáticos de 2018.

## Primeros años de vida
Nació el 7 de julio de 1999 en Tokio. Comenzó a practicar trampolín a los cuatro años, en una zona de juegos en la azotea de un supermercado local. Luego se unió a un club de trampolín junto con sus hermanos gemelos mayores. Se mudó con su madre a Kanazawa en el décimo grado para mejorar su formación.

## Carrera

### 2015-2017
Ganó dos medallas de oro en la Competición Mundial por Grupos de Edad de 2015 en Odense, Dinamarca, en el grupo de edad de 15 a 16 años. Ganó la prueba individual por 0,070 puntos de ventaja sobre Isabelle Songhurst, y ganó el título de trampolín sincronizado con su compañera Yumi Takagi. Comenzó a competir en competiciones internacionales sénior en 2016. En la Copa del Mundo de Brescia de 2016, ganó una medalla de plata en la prueba sincronizada junto a Rana Nakano. Luego, en la Copa del Mundo de Arosa de 2016, Mori y Nakano ganaron la medalla de bronce.
Mori terminó quinto en los eventos individual y sincronizado en la Copa del Mundo de Minsk 2017. Luego compitió en el Campeonato Mundial de 2017 celebrado en Sofía y ganó una medalla de plata en la prueba sincronizada con Takagi. Además, ayudó a Japón a terminar cuarto en la competición por equipos y fue la primera reserva para la final individual.

### 2018-2019
Mori y Takagi ganaron una medalla de bronce en la Copa del Mundo de Brescia 2018. Luego terminó cuarta en el evento individual en la Copa del Mundo de Maebashi, y quedó quinta en la Copa del Mundo de Loule. Ganó la medalla de plata en el evento individual en los Juegos Asiáticos de 2018 detrás de Liu Lingling de China. Más tarde ese año, ganó una medalla de oro en el Campeonato Mundial de trampolín sincronizado junto a Megu Uyama. Fueron las primeras gimnastas de trampolín japonesas en ganar un título mundial. Mori y Uyama sólo habían estado entrenando juntas durante un mes antes de ganar el título, porque Takagi estaba lesionada. También compitió en la prueba individual y terminó quinto.
Terminó cuarta en el evento individual en la Copa del Mundo de Minsk de 2019, y luego ganó una medalla de plata detrás de Yana Pavlova en la Copa del Mundo de Jabárovsk. Luego, en el Mundial de Valladolid, ganó la medalla de bronce detrás de las gimnastas chinas Liu Lingling y Zhu Xueying. En el Campeonato Mundial de 2019, Mori ayudó al equipo femenino japonés a ganar la medalla de oro por primera vez en la historia. Luego también ganó la medalla de oro en el evento individual y se clasificó para los Juegos Olímpicos de Tokio 2020. Esta fue la primera vez que una gimnasta japonesa ganó el título mundial en trampolín individual.

### 2021-2022
Ganó su primer título mundial en la Copa del Mundo de Brescia de 2021. Compitió en los Juegos Olímpicos de Tokio 2020 pospuestos en su ciudad natal, pero los errores en la ronda de clasificación la llevaron a quedar en el puesto 13 que la mantuvo fuera de la final. Ella admitió que tuvo dificultades con la presión de ser la favorita para ganar la medalla de oro. Ella contempló la posibilidad de retirarse después de esta actuación, pero compitió en el Campeonato Mundial de 2021 en Bakú y ayudó a Japón a defender con éxito su título por equipos. También ganó una medalla de plata en el evento sincronizado junto a Narumi Tamura.
Compitió en la Copa del Mundo de Rimini 2022 y terminó noveno en las semifinales individuales. Luego ganó la medalla de plata en la Copa del Mundo de Arosa 2022 detrás de la campeona mundial defensora Bryony Page. Luego ganó el evento individual en el Campeonato Mundial de 2022 por delante de Page, y también ganó una medalla de oro en el evento sincronizado con Uyama. Además, ayudó a Japón a ganar la medalla de bronce en la prueba por equipos.

### 2023-2024
Terminó cuarta en la Copa del Mundo de Palm Beach 2023, y luego ganó la medalla de bronce en la Copa del Mundo de Varna. Luego compitió en el Campeonato Mundial de 2023, pero no se clasificó para la final individual después de terminar 14.° en las semifinales. También compitió en el evento sincronizado junto a Megu Uyama, y terminaron en cuarto lugar en la final.
Terminó quinto en la Copa del Mundo de Bakú 2024, octavo en la Copa del Mundo de Cottbus, y séptimo en la Copa del Mundo de Arosa. Fue seleccionada para representar Japón en los Juegos Olímpicos de París 2024. Terminó sexta en la final individual.

## Palmarés internacional
| Campeonato Mundial | Campeonato Mundial      | Campeonato Mundial | Campeonato Mundial |
| Año                | Lugar                   | Medalla            | Prueba             |
| ------------------ | ----------------------- | ------------------ | ------------------ |
| 2017               | Sofía (Bulgaria)        | Medalla de plata   | Sincronizado       |
| 2018               | San Petersburgo (Rusia) | Medalla de oro     | Sincronizado       |
| 2019               | Tokio (Japón)           | Medalla de oro     | Individual         |
| 2019               | Tokio (Japón)           | Medalla de oro     | Equipo             |
| 2021               | Bakú (Azerbaiyán)       | Medalla de oro     | Equipo             |
| 2021               | Bakú (Azerbaiyán)       | Medalla de plata   | Sincronizado       |
| 2022               | Sofía (Bulgaria)        | Medalla de oro     | Individual         |
| 2022               | Sofía (Bulgaria)        | Medalla de oro     | Sincronizado       |
| 2022               | Sofía (Bulgaria)        | Medalla de bronce  | Equipo             |